# Emília Vášáryová
Emília Vášáryová, née à Horná Štubňa (Slovaquie) le 18 mai 1942 , est une actrice slovaque.

## Biographie
Emília Vášáryová obtient son diplôme à la faculté de théâtre de Bratislava en 1963. Elle rejoint le Théâtre national slovaque l'année suivante.
Elle commence sa carrière en jouant un rôle important dans Un jour un chat (1963) de Vojtěch Jasný. Elle a tourné dans de nombreux films, dont plus récemment Pelíšky (1999) et Beauty in Trouble (2006).
Elle est la sœur de Magda Vášáryová et est la femme du scénographe Milan Čorba (sk).

## Filmographie
- 1963 : Un jour un chat (Až přijde kocour) de Vojtěch Jasný : Diana
- 2016 : Jan Masaryk, histoire d'une trahison (Masaryk) de Julius Ševčík : Blazenka